# Melena del Sur

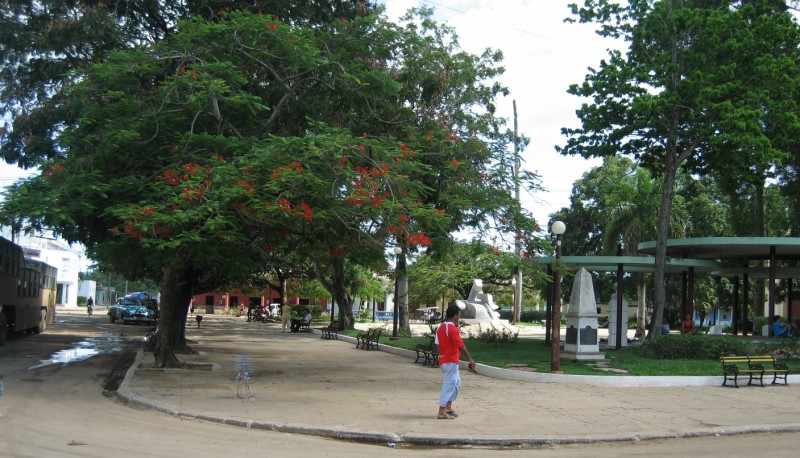
Parque Municipal

Melena del Sur é um município de Cuba pertencente à província de Mayabeque . 